# St. Michael und Brigida (Nonnenbach)

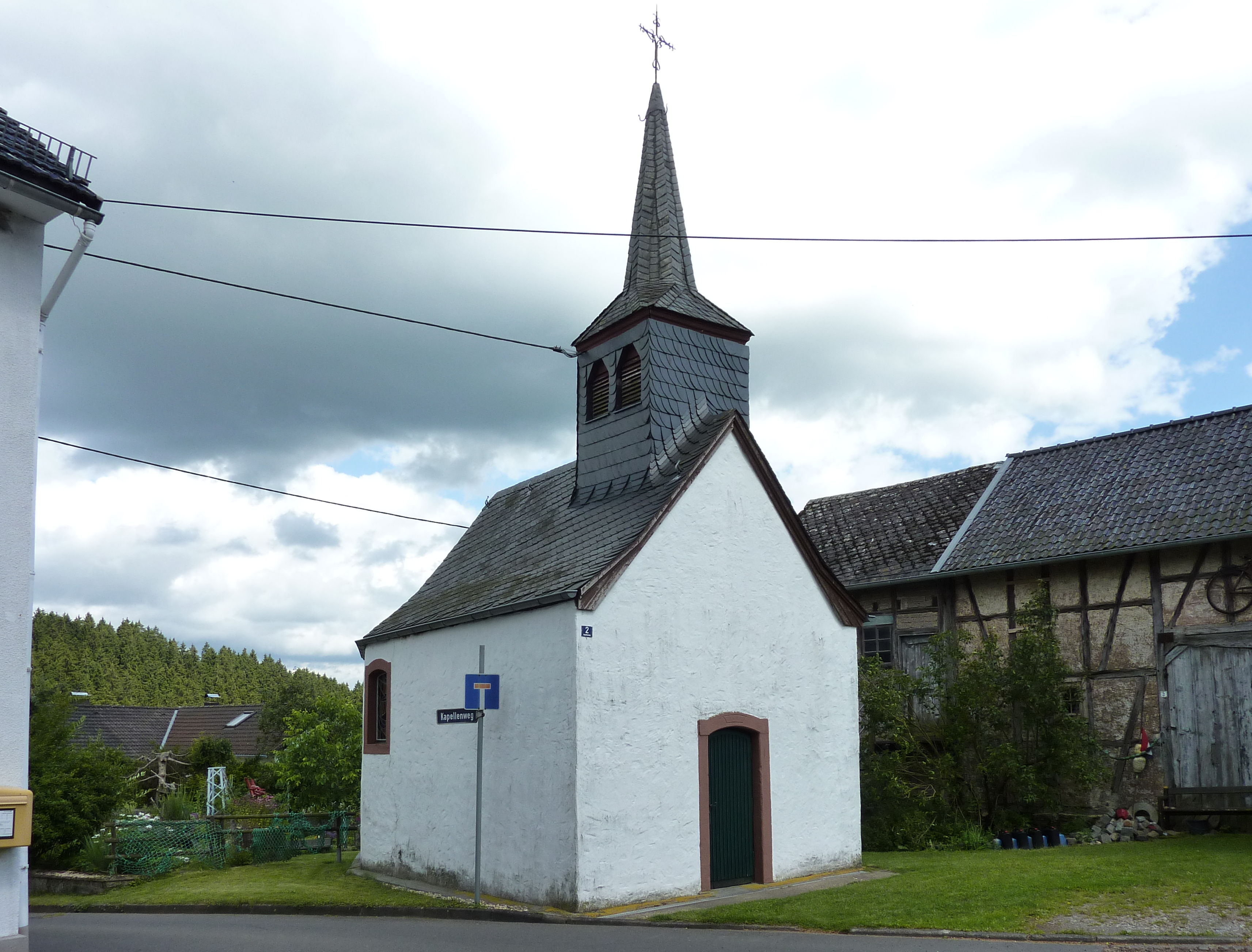
Die Kapelle

St. Michael und Brigida ist eine römisch-katholische Kapelle im Blankenheimer Ortsteil Nonnenbach im Kreis Euskirchen in Nordrhein-Westfalen. Die Kapelle gehört zur Pfarre St. Johann Baptist, Ripsdorf.

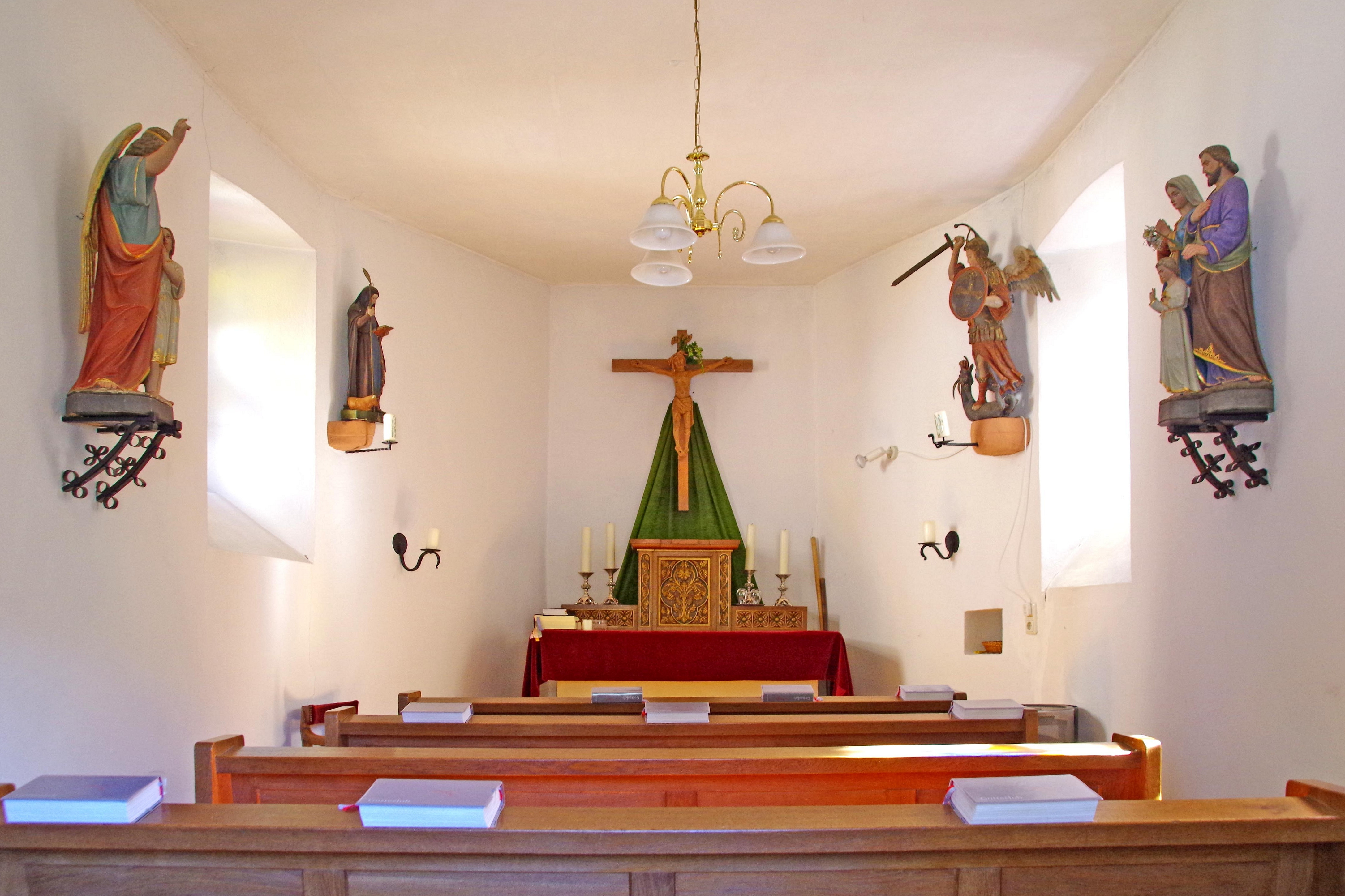
Blick in den Kapellenraum

Das Gotteshaus ist dem hl. Erzengel Michael und der hl. Brigida von Kildare geweiht und als Baudenkmal unter Nummer 116 in die Liste der Baudenkmäler in Blankenheim (Ahr) eingetragen.

## Lage
Die Kapelle liegt im nördlichen Teil des kleinen Ortes Nonnenbach an der Einmündung Kapellenstraße in die Straße Lucht.

## Geschichte
Die Kapelle wurde im Jahr 1851 erbaut. Sie ersetzt einen 1807 erwähnten Vorgängerbau. Im Jahr 1865 wurde der Dachreiter nach Plänen vom Kölner Diözesanbaumeister Vincenz Statz ergänzt. Vielleicht stammen von ihm auch die Pläne für die kleine Kapelle.

## Baubeschreibung
St. Michael und Brigida ist ein einfacher einachsiger Saalbau mit einem dreiseitigen Chorschluss. Über dem Westgiebel erhebt sich ein quadratischer Dachreiter mit achtseitigem geknickten Helm. Das Äußere ist ortstypisch weiß verputzt, den Innenraum überspannt eine flache Decke.

## Ausstattung
Im Innenraum befinden sich einige hölzerne Heiligenfiguren des 18./19. Jahrhunderts sowie drei farbenfrohe Buntglasfenster mit abstrakten Motiven aus den 1980er Jahren.

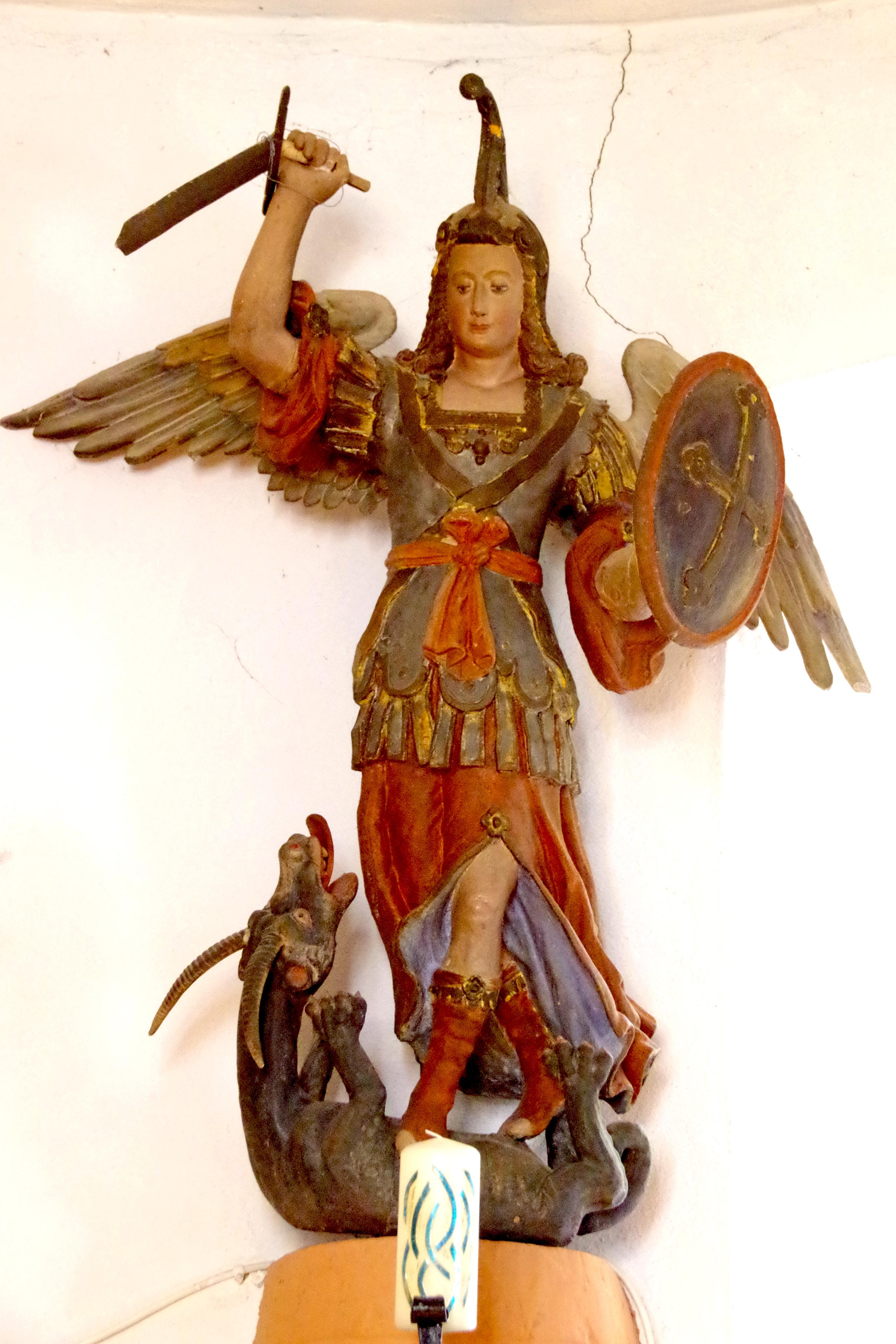
Statue St. Michael
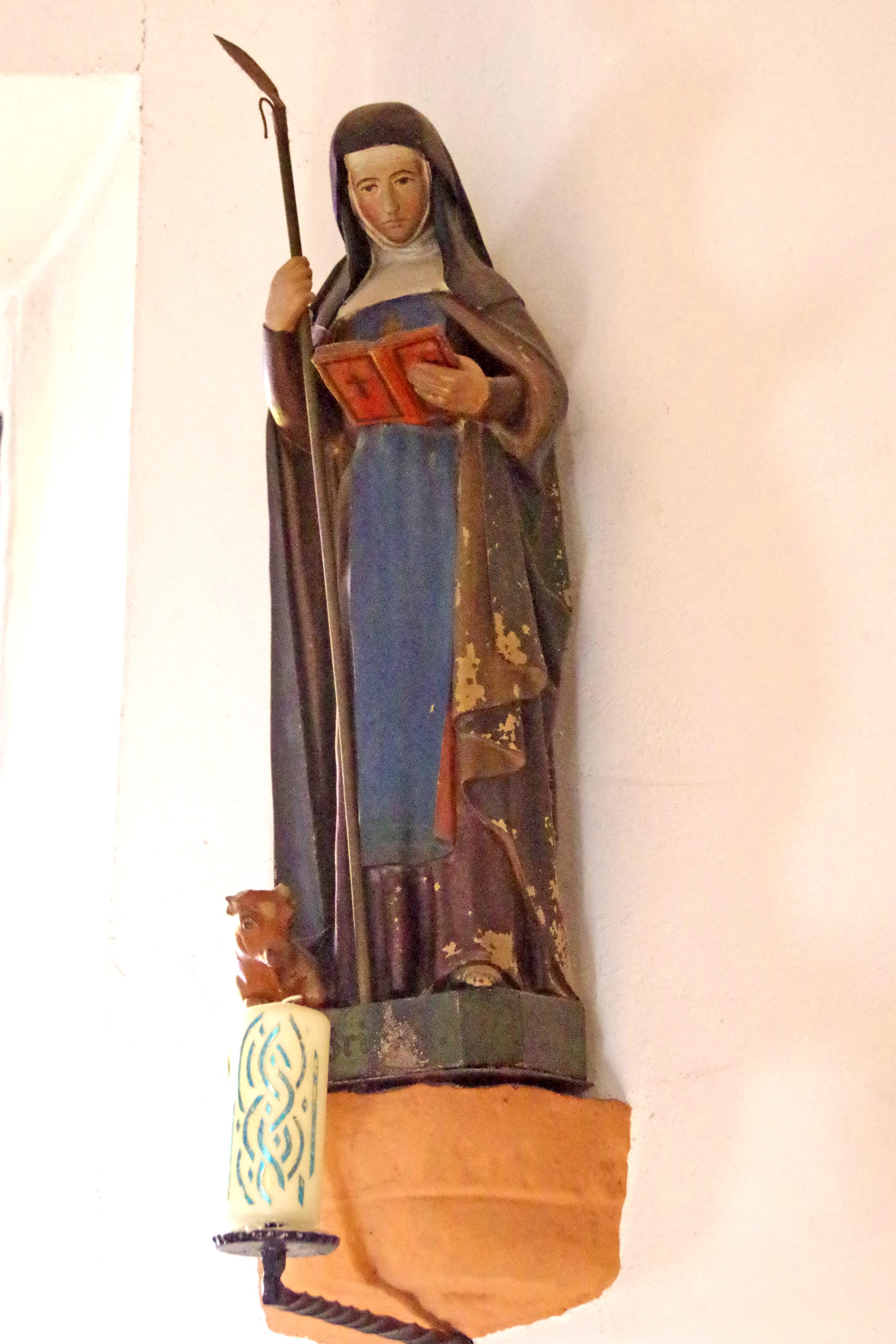
St. Brigida
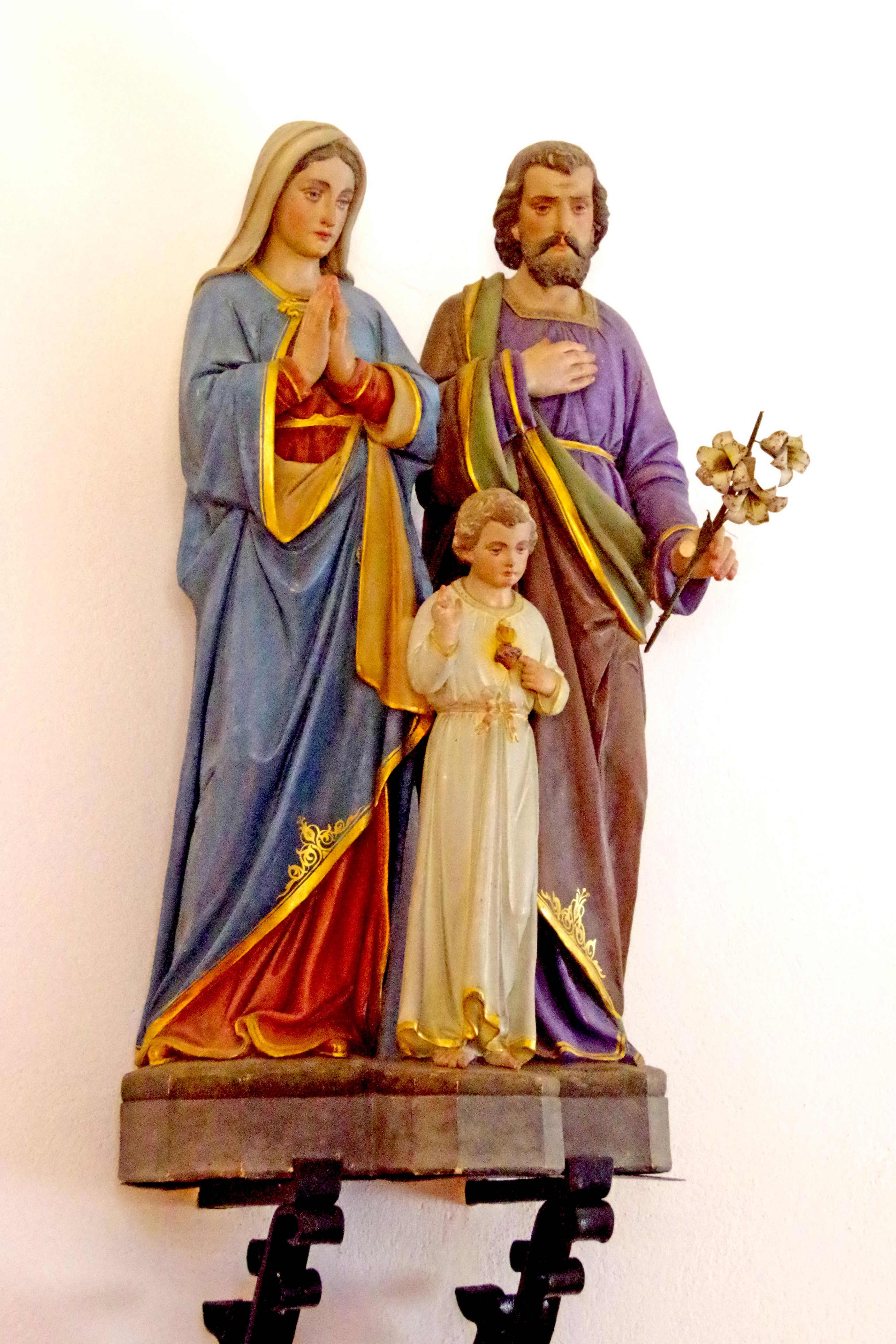
Heilige Familie
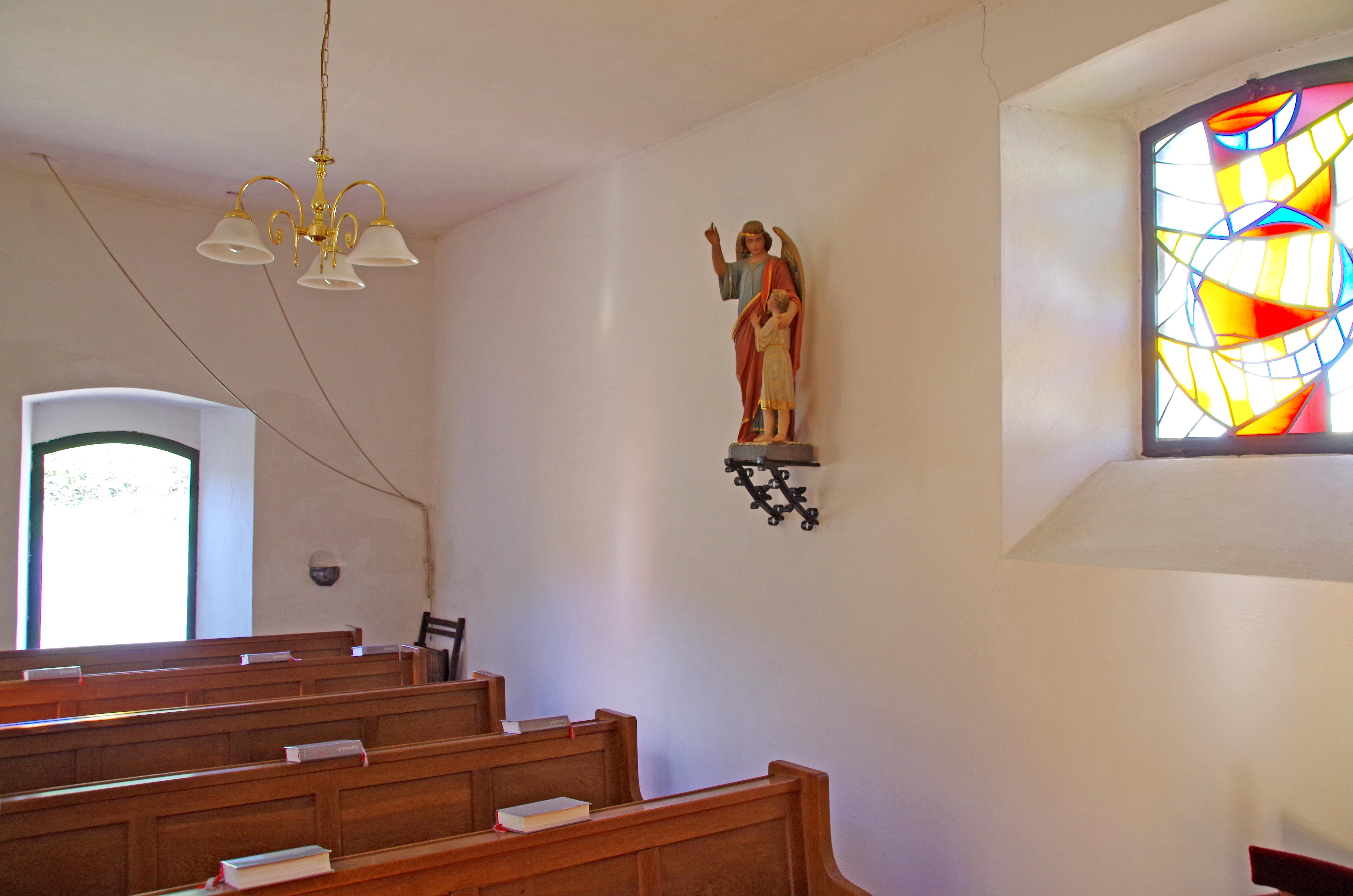
Innenraum